# Veitscherbach
Der Veitscherbach ist ein linker Zufluss der Liesing bei Traboch im steirischen Liesingtal, Bezirk Leoben, Steiermark.

## Verlauf
Der Veitscherbach entspringt südöstlich von Glarsdorf auf ca. 730 m ü. A., fließt durch die Talenge zwischen Tannkogel und Hessenberg und durch den Trabocher See, ehe er westlich von Stadlhof in die Liesing mündet.

## Hydrologie
Der Veitscherbach mündet bei 8,75 km in die Liesing mit eher strömungsberuhigten Fließverhältnissen. Das Einzugsgebiet des Veitscherbaches ist ca. 24,68 km² groß.